# Paxten Aaronson
Paxten Aaronson, né le 26 août 2003 à Medford, au New Jersey, aux États-Unis, est un footballeur international américain qui joue au poste de milieu offensif au FC Utrecht, en prêt de l'Eintracht Francfort.

## Biographie

### En club

#### Débuts au Union de Philadelphie
Né à Medford, au New Jersey, Paxten Aaronson est formé au Union de Philadelphie. Puis, le 19 août 2020, il signe son premier contrat professionnel avec le Union de Philadelphie.
Aaronson joue son premier match avec l'équipe première de Philadelphie le 31 mai 2021, à l'occasion d'une rencontre de Major League Soccer face aux Timbers de Portland. Il entre en jeu et son équipe l'emporte par trois buts à zéro.
Le 20 septembre 2022, il est classé douzième au palmarès 2022 des 22 joueurs de moins de 22 ans en MLS.

#### Transfert en Bundesliga
Au terme de la saison, le 17 novembre 2022, il est transféré à l'Eintracht Francfort, formation de Bundesliga pour un montant estimé à quatre millions de dollars, incluant des bonus et un pourcentage à la revente.

### En sélection
Paxten Aaronson est sélectionné avec l'équipe des États-Unis des moins de 20 ans pour participer au championnat de la CONCACAF des moins de 20 ans en 2022. Lors de cette compétition il est titulaire et marque sept buts en sept matchs. Il joue la finale de cette compétition remportée par six buts à zéro face à la République dominicaine, où il se montre décisif en marquant deux buts. Les États-Unis remportent ainsi un troisième titre consécutif dans cette compétition. Aaronson termine le tournoi en tant que meilleur buteur avec sept réalisations, et est élu meilleur joueur,. Il est également nommé dans l'équipe-type du tournoi,.
Il est par la suite appelé pour participer au camp d'entraînement des Yanks par Anthony Hudson le 18 janvier 2023,. Le 28 janvier suivant, il honore sa première sélection en tant que titulaire contre la Colombie, lors d'un match amical,. La rencontre se solde par un match nul et vierge,,.

## Vie privée
Paxten Aaronson est le frère de Brenden Aaronson, lui aussi joueur professionnel de soccer,,.

## Palmarès
États-Unis -20 ans
- Vainqueur du Championnat de la CONCACAF des moins de 20 ans en 2022